# Cerkiew św. Paraskewy w Rzepniku
Cerkiew św. Paraskewy w Rzepniku – dawna parafialna cerkiew greckokatolicka, wzniesiona w 1912 w Rzepniku.
Od 1935 do 1936 administratorem parafii był ks. Eugeniusz Uscki.
Po 1945 przejęta i użytkowana jako rzymskokatolicki kościół filialny pw. św. Teresy w latach 1945–2000 parafii w Łączkach Jagiellońskich, a po 2000 parafii w Łękach Strzyżowskich.
Obiekt wpisany w 1990 do rejestru zabytków.

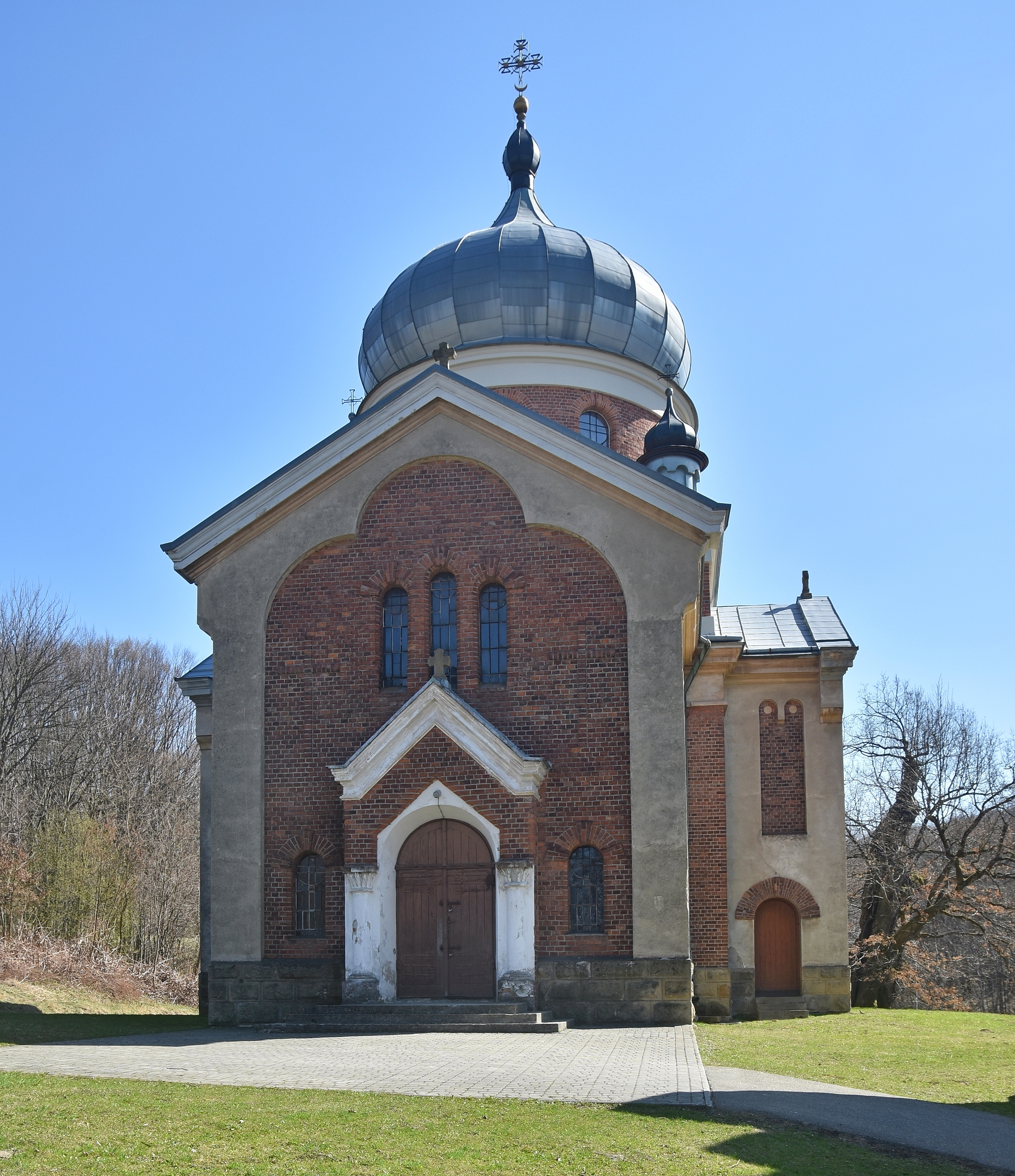
Elewacja frontowa
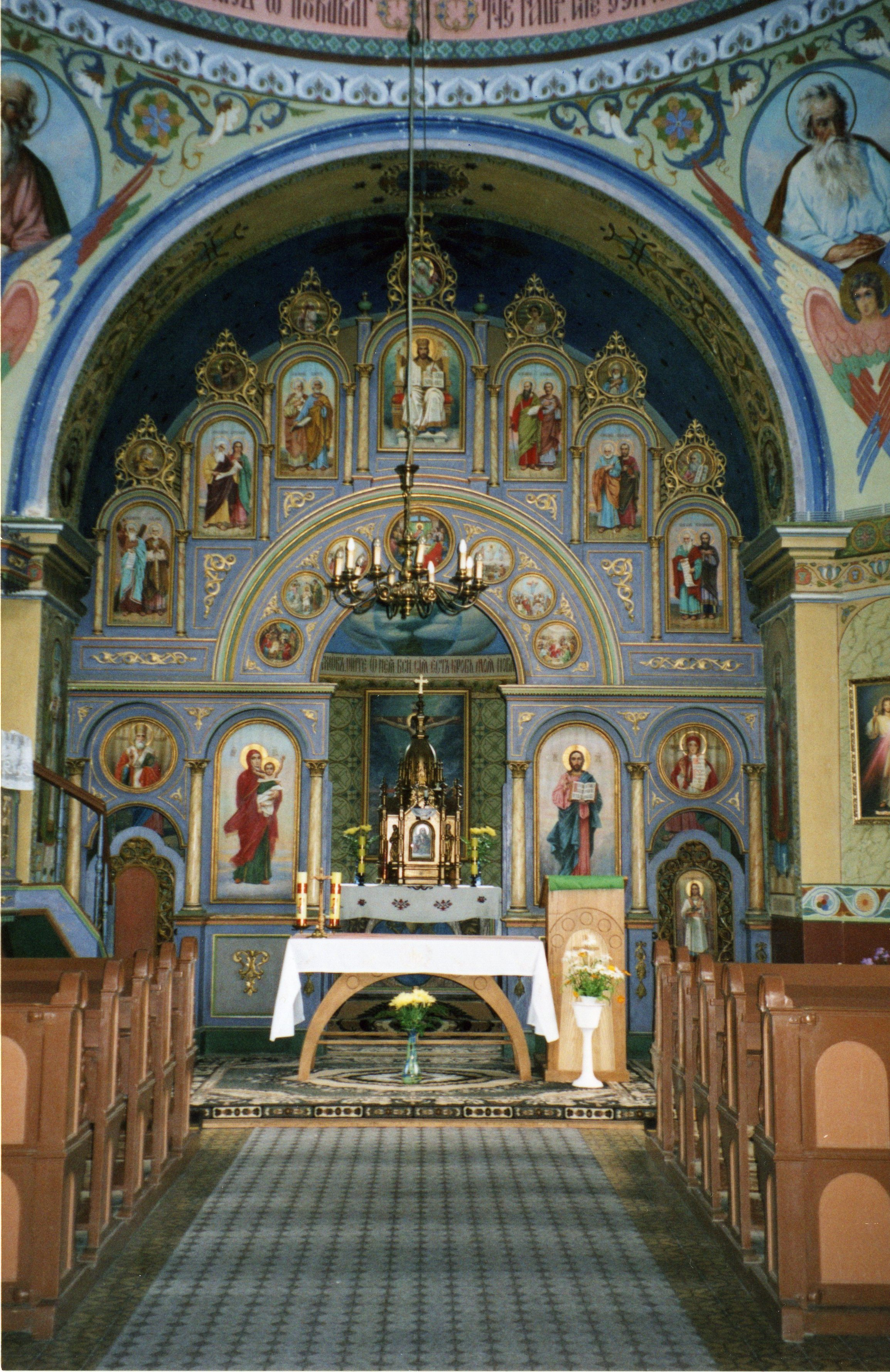
Wnętrze
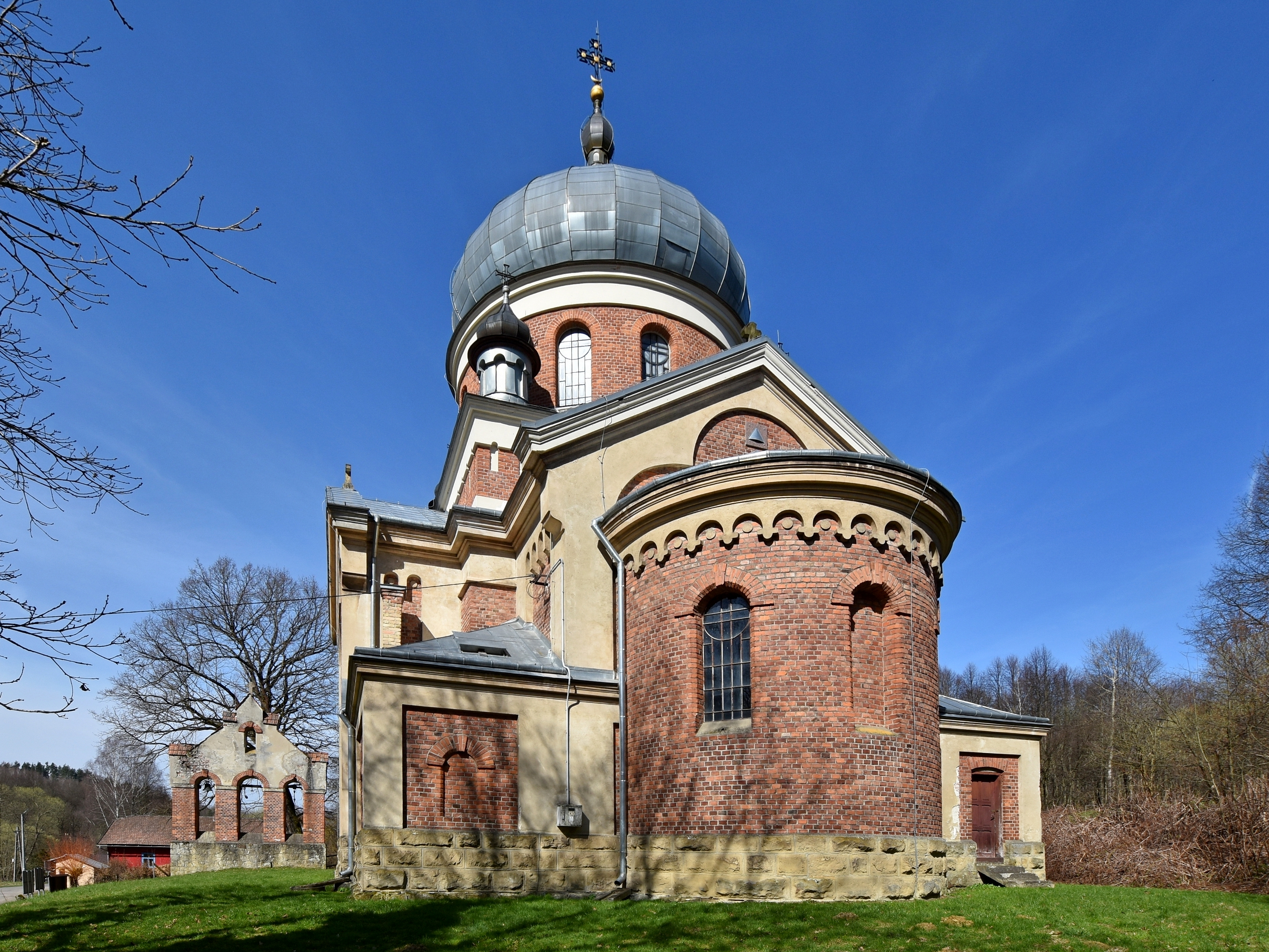
Widok od strony prezbiterium